# Chaetodus asuai
Chaetodus asuai is een keversoort uit de familie Hybosoridae. De wetenschappelijke naam van de soort is voor het eerst geldig gepubliceerd in 1956 door Martínez.